# Алим-хан (Кокандское ханство)
Алим-хан (1774—1809) — узбекский правитель из династии Мингов в Кокандском ханстве. Правил в 1798—1809 годах.
Алим-хан был возведён на престол в свои 24-лет, после смерти своего отца Нарбута-бия.

## Внутренняя политика
Алим-хан был решительным правителем и полководцем. Вначале своего правления он вел жестокую борьбу против потенциальных претендентов на власть в государстве.
Алим-бек первым из представителей династии мингов принял титул хана. С 1805 года во всех официальных документах государство именуется Кокандским ханством. В 1806 года он выпускал серебряные монеты с надписью, содержавшей титул «хана». Полноценный чекан позволял навести порядок в финансовой и налоговой системах.

## Военная реформа
Алим-хан провёл военную реформу и создал наёмное войско из горных таджиков (или галча), которое успешно воевало против центробежных сил. При правлении Алим-хана происходит территориальное расширение Кокандского ханства. Он присоединил к Кокандскому ханству такие территории как долины рек Чирчик и Ахангаран, всё Ташкентское государство, а также города Чимкент, Туркестан и Сайрам.
В 1806 году Алим-хан лично руководил штурмом Ура-тюбе, который был присоединен к ханству. Тем не менее, борьба за город продолжалась долго, и ему пришлось ещё не раз ходить походом на Ура-тюбе.
Жесткие методы по централизации государства, продолжительные военные действия за расширение государства привели к заговору против Алим-хана.

## Гибель
Одной из студеных зим конца первой декады XIX века, «несмотря на то, что со стороны Ташкента и со стороны Дешти Кипчака не было никакого повода для похода», Алим-хан отправился в Ташкент. Это решение оказалось роковым, ибо поход закончился его гибелью. Хана всячески отговаривали, но он не внял никаким доводам и приказал объявить по всему ханству: «Пусть ни один имеющий коня не останется [в стороне] от этого похода. [В противном случае] ему снесут голову, а имущество расхитят».
Во главе огромного войска хан через Кураму подошел к берегу Чирчика и устроил здесь охоту на тигров, водившихся в изобилии. Затем он вошел в Ташкент и несколько дней предавался праздности. Через несколько дней хан приказал своим военачальникам Ирискули-бию и Джумабай кайтаку совершить набег на казахов, кочевавших далеко в степи. Кокандцы обрушились без видимой причины на казахов, начались убийства и грабежи, уведя много казахов в плен. Однако какая-то часть казахов заранее откочевала в отдаленные районы и тем самым избежала грабежа имущества и смерти. Поскольку эта карательная акция была предпринята зимой, многие кокандские воины из-за стоявших в тот год жестоких холодов отморозили себе руки и ноги. В войске начались брожения, появились недовольные.
Этим обстоятельством воспользовался Умар-бек, младший брат кокандского хана. Он внушил потентату, что военачальники намеренно не стали преследовать казахов и дали им возможность бежать. И он добился желаемого, так как хан приказал вторично выступить против казахов. Однако военачальники отказались исполнить приказ, так как решили покинуть хана и возвратиться в Коканд. Эту группировку возглавили Ирискули-бий и Джумабай кайтак. На их сторону перешел и Умар-бек.
При хане в Ташкенте находились только высокопоставленные чиновники и знать, войско же стояло на берегу Чирчика. Враждебная хану группировка во главе с Умарбеком покинула его ночью, прибыла в военный лагерь и объявила, что кокандский хан убит. Это известие вызвало панику и смятение среди воинов, они снялись с лагеря и направились в Коканд. По прибытии в столицу, Умар-бек захватил власть и объявил себя ханом.
Узнав об уходе войска и эмиров во главе с Умар-ханом, покинутый хан созвал совет для обсуждения дальнейших действий. После долгого совещания было принято решение оставить в Ташкенте часть сохранивших верность войск, а самим направиться в Коканд. Уже в пути Алимхан назначил своего сына Шахруххана наместником Ташкента и отправил его обратно. Сам хан после долгого перехода был убит под Кокандом верными Умар-хану людьми.
Новый наместник Ташкента был встречен знатью весьма настороженно, даже враждебно. Они стали выжидать дальнейшего хода событий. И едва до них дошла весть о гибели Алим-хана, они схватили Шахрух-хана и уведомили об этом Умар-хана, который направил в Ташкент отряд с приказанием схватить наместника и доставить в Коканд. Забрав Шахрух-хана, отряд отправился в обратный путь, но в районе Ахангарана по неизвестной нам причине предали его смерти и здесь же погребли.